# Koćura
Koćura (cyr. Коћура) – wieś w Serbii, w okręgu pczyńskim, w mieście Vranje. W 2011 roku liczyła 121 mieszkańców.